# Renaissance culturelle grecque

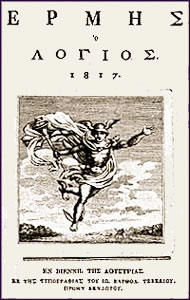
Hermès le savant, magazine littéraire grec des.

Les Lumières néohelléniques (grec moderne : Διαφωτισμός, Diafotismos, « lumière, instruction ») désignent un mouvement idéologique, philologique, linguistique et philosophique du XVIIIe siècle. Les lettrés Grecs introduisirent les idées et les valeurs des Lumières européennes dans le « monde grec », notion qui à l’époque dépassait le strict cadre de la Grèce actuelle, mais s’appliquait à l’ensemble des populations hellénisées ou sous influence grecque, en Russie, dans les principautés roumaines, à Constantinople et en Anatolie.

## Origines

### Rôle de la géopolitique

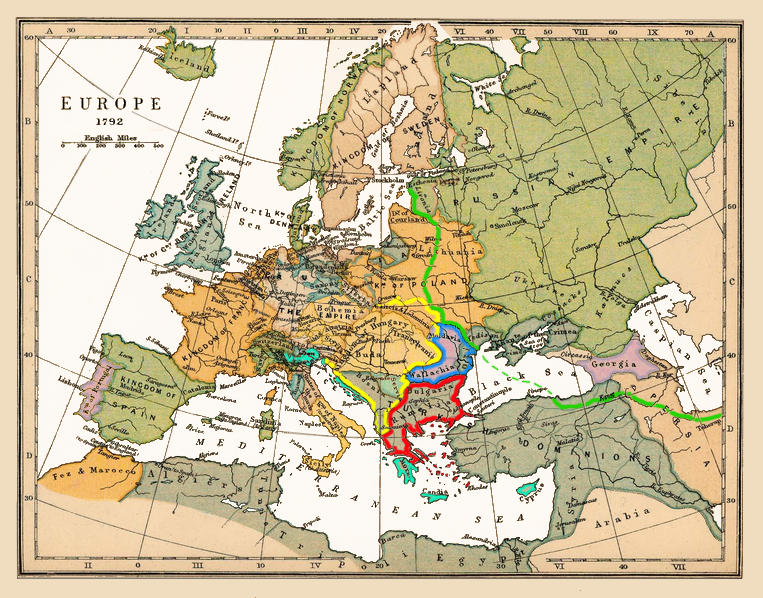
Projet grec : Les projets de l’impératrice Catherine II pour les Balkans : en rouge l’« Empire néobyzantin », en bleu le « royaume de Dacie ».

À la fin du XVIIIe siècle, l’impératrice Catherine II fit de l’Empire russe orthodoxe un pouvoir dominant au Moyen-Orient après la première guerre contre l'empire ottoman. Elle essaya de faire subir à ce dernier le même sort qu’à la Pologne démembrée, mais avec moins de succès : son projet visait in fine à reconstruire l’Empire byzantin et à le donner à son petit-fils Constantin. Cet empire, qui aurait eu pour capitale Constantinople, aurait englobé la Grèce, la Thrace, la Macédoine et la Bulgarie, tandis que les Principautés roumaines auraient formé un « royaume de Dacie », promis à Grigori Potemkine. Le reste des Balkans, c’est-à-dire la Bosnie, la Serbie et l’Albanie, aurait été donné en compensation à l’Autriche. Venise aurait obtenu la Morée, la Crète et Chypre. Ce projet n’aboutit pas, mais eut un écho considérable dans les élites et la population grecque, et plus largement chrétienne de l’Empire ottoman (les orthodoxes sujets de la « Sublime porte » formant alors une seule « nation » : le « millet de Rum », nom désignant l’ensemble des populations « héritées » par les Sultans turcs de l’Empire romain d'Orient).

### Rôle des élites grecques
La Renaissance culturelle grecque prit son élan grâce à la puissance commerciale et à la prédominance pédagogique grecque au sein de l’Empire ottoman. Les riches marchands grecs financèrent les études de nombreux jeunes Grecs dans les universités de l’Italie de la Renaissance et des États du Saint-Empire romain germanique. Ce fut la richesse de la classe des marchands grecs et des aristocrates phanariotes qui fournit la base matérielle nécessaire au renouveau intellectuel, qui fut l’élément principal de la vie grecque, de la seconde moitié du XVIIIe siècle à 1821.

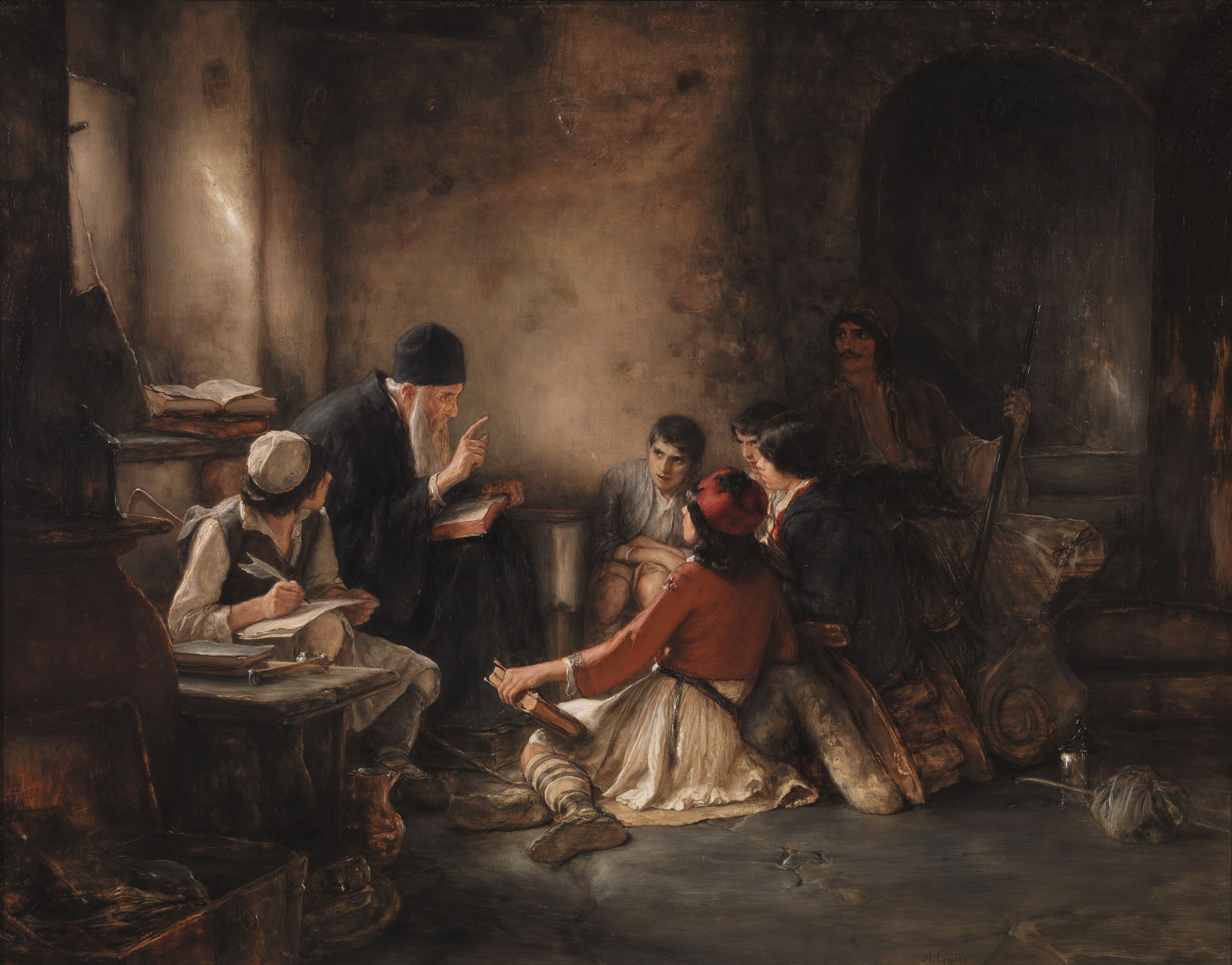
Nikolaos Gysis, L'école secrète : un pope enseigne l'histoire et la culture hellénique dans sa paroisse.

Il n’est pas anodin de constater, qu’à la veille de la guerre d’indépendance grecque, les centres d’éducation grecs les plus importants, écoles et universités, étaient situés à Ioannina, Chios, Smyrne (Izmir) et Kydonies (Ayvalik), tous des centres commerciaux grecs prépondérants. En outre, la majeure partie popes grecs maintenaient la langue et la culture helléniques dans leurs paroisses.
Parmi les élites grecques, les Phanariotes étaient une caste d’une soixantaine de familles grecques ou hellénisées, certaines portant des noms issus de l’aristocratie byzantine (Cantacuzènes, Paléologues), qui prirent leur nom du quartier grec du Phanar, à Constantinople, où elles habitaient et où le Patriarcat œcuménique de Constantinople est toujours situé. Ils occupaient divers postes administratifs, parfois importants, au sein de l’Empire Ottoman, et étaient membres de droit de la noblesse des Principautés roumaines de Moldavie et Valachie, étant à ce titre hospodars, c’est-à-dire princes élus par l’aristocratie de ces états chrétiens vassaux du Sultan. La plupart des hospodars agissaient en mécènes de la culture, de l’éducation et de l’imprimerie grecque et roumaine de ces pays. Les académies princières de Jassy et Bucarest attiraient les enseignants et les élèves chrétiens de l’Empire ottoman. Elles avaient des contacts avec les universités d’Europe Centrale et Occidentale. Les jeunes boyards roumains ou grecs phanariotes, tous hellénophones, se sont ainsi familiarisés avec les idées des Lumières d'Europe et de la Révolution française. Pour la plupart, les hospodars ne remirent pas en question le gouvernement ottoman, et ne jouèrent donc pas un rôle politique dans l’émergence du mouvement national grec ou roumain ; cependant, leur soutien financier représente un rôle économique important.
Cet environnement représentait pour les jeunes Grecs ambitieux et instruits de l’Empire ottoman, une chance de réaliser leurs idéaux. On remarquera que les auteurs de la Géographie Moderne, un des travaux les plus fameux sur cette époque, Daniel Philippidès et Grigórios Konstantás, furent tous deux éduqués dans cet environnement,.

## Conséquences
Un des effets de cette renaissance culturelle grecque fut la création d’un grec attique, une forme purifiée du grec par des linguistes, qui fut adoptée comme langue d’enseignement supérieur par les académies princières roumaines, puis comme langue officielle de l’État grec à son indépendance. Ce grec attique appelé Katharevousa (langue puriste ou purifiée - sous-entendu, surtout de son lexique turc) créa une diglossie dans la sphère linguistique grecque, dans laquelle la Katharevousa ou grec savant et l’idiome vernaculaire connu comme grec démotique furent en conflit jusqu’à la fin du XXe siècle.
La transmission des idées des Lumières en langue grecque influença aussi le développement d’une conscience nationale grecque, basée désormais sur la langue commune et l’histoire grecque redécouverte à travers les Lumières (notion d’« hellènes » / Έλληνες), et non plus, comme auparavant, sur la communauté religieuse orthodoxe, héritage de l’Empire byzantin (notion de « Romains » / Ρωμαίοι). La publication de la revue Hermès le savant, (Hermes o Logios) encouragea cette métamorphose. L’objectif de la revue était d’exposer au peuple grec les sciences, la culture et la philosophie européenne, mais aussi grecques antiques. Deux figures principales de la Renaissance culturelle grecque, Rigas Feraios et Adamantios Korais, encouragèrent les nationalistes grecs à poursuivre l’étude de la pensée européenne contemporaine.
La Renaissance culturelle grecque ne concerna pas seulement la langue et les Humanités mais aussi les sciences. Certains érudits comme Methodios Anthrakites, Evghénios Voulgaris, Athanásios Psalídas, Balanos Vasilopoulos et Nikolaos Darbaris furent diplômés en mathématiques et en physique, ils publièrent et traduisirent des ouvrages scientifiques de l’Europe moderne en grec pour l’apprentissage dans les écoles grecques.
Sur le plan toponymique, la Renaissance culturelle grecque remit en usage les noms antiques en lieu et place de ceux hérités du Moyen Âge ou de la période ottomane, comme dans les exemples de l'île et de la cité de Negroponte ou Egrippe (΄Εγριπος) redevenues respectivement l'Eubée et Chalcis, du Pirée où les ports de Turcolimani et de Pachalimani retrouvent leurs noms antiques de Munichie et de Zéa, ou encore du Semavatevi Dagh redevenu l'Olympe.

## Personnes et sociétés remarquables

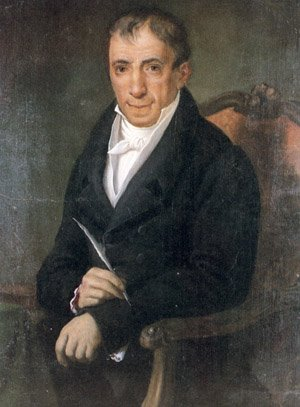
Adamantios Koraïs (1748-1833).

- Adamantios Koraïs : témoin de la Révolution française, le médecin et philologue Koraïs puisa son inspiration dans le Siècle des Lumières. Il diffusa largement les idées des philosophes Thomas Hobbes, John Locke et Jean-Jacques Rousseau.
- Rigas Feraios : Grec émigré à Bucarest puis à Vienne, admirateur de la Révolution française, il espérait transférer les idées humanistes dans le monde grec.
- Neophytos Doukas (1760–1845), élève et écrivain prolifique, composa 70 livres et traduisit de nombreux textes anciens en grec moderne.
- Filiki Eteria : La Société des Amis fut une organisation secrète du début du XIXe siècle dont le but était d'abattre le joug ottoman et d’établir un État grec indépendant fondé sur les principes humanistes du Siècle des Lumières. De nombreux jeunes Phanariotes comptaient parmi ses membres.